# Abu Ja'far al-Khazin
Abū Jaʿfar Muḥammad ibn al-Ḥusayn al-Khāzin (in arabo أبو جعفر محمد بن الحسين الخازن‎?; Khorasan, 900 – 971) è stato un astronomo e matematico persiano.
Originario del Khorasan, operò nel settore dell'astronomia e della teoria dei numeri.
Al-Khāzin fu uno degli scienziati attivi nella corte di Rayy del Buwayhide ʿAḍud al-Dawla, che governò dal 949 al 983.
Nel 959/960 al-Khāzin fu nominato visir di Rayy dal sovrano buwayhide, al fine tra l'altro di misurare l'obliquità dell'eclittica.
Uno dei lavori di al-Khāzin, lo Zīj al-ṣafāʾiḥ ("Tavole dei dischi dell'astrolabio") fu descritto dal suo successore come il miglior trattato del campo, cui fecero numerosi riferimenti gli astronomi. L'opera descrive alcuni strumenti astronomici, in particolare un astrolabio dotato di dischi con iscrizioni basati su Tavole astronomiche e un commento sul loro impiego. Una copia di questo strumento è stata costruita in Germania, ma è andata poi perduta nel corso della Seconda guerra mondiale. Una fotocopia di tale copia è stata esaminata nel lavoro di D.A. King "New light on the Zij al-Safa'ih of Abu Ja'far al-Khazin", Centaurus 23 (2) (1979/80), pp. 105–117.
Al-Khāzin scrisse anche un commento all'Almagesto di Tolomeo, in cui egli fornisce diciannove argomentazioni relative alle affermazioni di Tolomeo.
Propose altresì un diverso modello solare rispetto a quello di Tolomeo.